# La Cathédrale et le Bazar
Pour les articles homonymes, voir Cathédrale (homonymie).
La Cathédrale et le Bazar (titre original : The Cathedral and the Bazaar) est un essai, paru en 1999, de Eric Raymond, cocréateur du terme open source.

## Thème de l'essai
Dans La Cathédrale et le Bazar, Eric Raymond relate le développement du Noyau Linux et du logiciel Fetchmail et expose les différences fondamentales entre le processus de développement de ces logiciels open source et celui des logiciels Emacs et gcc.
L'auteur y décrit le modèle de développement de Linus Torvalds en le comparant à un bazar. Cette manière de développer des logiciels, par la coopération d'une multitude de développeurs, se caractérise par une adaptabilité et une flexibilité dite hiérarchie « bazar », impossible dans une structure organisée dans la hiérarchie dite de « statut » ; on peut y voir une analogie avec le principe de l'ordre spontané.
L'organisation hiérarchique traditionnelle est comparée à une structure de cathédrale. Le style « cathédrale » est qualifié de « style vertical », par opposition au « bazar » qualifié de « style horizontal ».
Une des conclusions partant de ce constat est le concept « Release early, release often » (« Publiez tôt, publiez souvent »). Mieux vaut publier un logiciel fonctionnel mais imparfait, dynamique et pouvant bénéficier des contributions de chacun (bazar) que d'attendre un stade de développement avancé (cathédrale). Cela permet selon l'auteur de s'appuyer sur la dynamique du projet plutôt que de risquer son essoufflement.

## Développements ultérieurs du concept
Cet essai étant désormais disponible en livre et sur le web en plusieurs langues, la métaphore de l'opposition cathédrale/bazar peut se retrouver désormais dans des champs éloignés des logiciels, par exemple en musique et se rapproche d'une dichotomie entre une approche fermée, excessivement organisée et inflexible (cathédrale), et une approche ouverte, apparemment désorganisée et hautement flexible (bazar).
Selon Marie Mourad, le modèle de développement de type « bazar » apparaît comme un modèle d’avenir dans le contexte actuel : « le concept d’open source appliqué aux logiciels peut aussi être étendu à d’autres secteurs et d’autres produits. De nombreux projets voient le jour, dans un contexte de crise où la mutualisation des savoirs et techniques et la remise en question des monopoles sont les bienvenus, fondés sur le crowdsourcing ou l’« intelligence collective » […] le « bazar » est un style de développement que l’on pourrait actuellement considérer comme « alternatif », mais qui dit qu’il ne dépassera pas un jour la cathédrale ? ».
Le mode de fonctionnement et de développement de l'encyclopédie Wikipédia est décrite par Le Monde comme étant influencé par le modèle décrit dans La Cathédrale et le Bazar. Le concept de « bazar » est devenu une des caractéristiques du Web 2.0 « dans lequel on encourage la participation et la collaboration ».